# Luis Lobo (Tennisspieler)
Luis Lobo (* 9. November 1970 in Buenos Aires) ist ein ehemaliger argentinischer Tennisspieler und Tennistrainer.

## Karriere
Lobo spielte zunächst Satellite-Turniere, 1990 konnte er zwei davon gewinnen. Im Jahr darauf spielte er auf der ATP Challenger Tour und konnte in Lins das Finale erreichen. Zudem gewann er an der Seite von Pablo Albano den Doppeltitel beim Challenger-Turnier von São Paulo. 1994 gewann er an der Seite von Javier Sánchez in Athen erstmals ein ATP-Turnier. Mit Sanchez gewann er im darauf folgenden Jahr zwei weitere Doppeltitel, sie standen zudem viermal in einem Finale, darunter beim Masters-Turnier in Monte Carlo. 1997 war sein erfolgreichstes Jahr; er gewann fünf Doppelturniere, darunter das Masters-Turnier in Hamburg. In seiner Karriere gewann er insgesamt zwölf Doppeltitel, darunter zwei der Kategorie ATP International Series Gold und einen der Kategorie ATP Masters Series. Weitere acht Mal stand er in einem Doppelfinale. Seine höchsten Weltranglistennotierungen  erreichte er 1991 mit Platz 167 im Einzel und 1997 mit Position 12 im Doppel.
Im Einzel konnte er sich nie für ein Grand-Slam-Turnier qualifizieren. Im Doppel stand er 1996 im Achtelfinale der French Open, 1998 im Viertelfinale der Australian Open und zweimal im Viertelfinale der US Open. In Wimbledon war sein bestes Ergebnis das Erreichen der dritten Runde.
Lobo spielte zwischen 1995 und 2001 ein Einzel sowie elf Doppelpartien für die argentinische Davis-Cup-Mannschaft. Sein einziges Einzel spielte er 1997, als es gegen Venezuela nach dem Doppel schon 3:0 stand. Er unterlag Jimy Szymanski in zwei Sätzen. Er trat bei den Olympischen Sommerspielen 1996 für Argentinien im Doppel an, an der Seite von Javier Frana schied er in der ersten Runde gegen das spanische Doppel, bestehend aus Tomás Carbonell und Sergi Bruguera, aus. Bei den Panamerikanischen Spielen 1995 in Mar del Plata gewann er an der Seite von Javier Frana die Goldmedaille.
Nach dem Ende seiner Profikarriere arbeitete Lobo als Trainer. Er trainierte ab 2006 den ehemaligen Weltranglistenersten Carlos Moyá sowie Juan Mónaco und war zudem Teamchef der argentinischen Mannschaft im World Team Cup, die 2010 in Düsseldorf den WM-Titel gewann.

## Erfolge
| Legende                           |
| Grand Slam                        |
| Tennis Masters Cup                |
| ATP Masters Series (1)            |
| ATP International Series Gold (2) |
| ATP International Series (9)      |

### Doppel

#### Turniersiege
| Nr. | Datum              | Turnier    | Belag     | Partner           | Finalgegner                       | Ergebnis      |
| --- | ------------------ | ---------- | --------- | ----------------- | --------------------------------- | ------------- |
| 1.  | 10. Oktober 1994   | Athen      | Sand      | Javier Sánchez    | Cristian Brandi Federico Mordegan | 5:7, 6:1, 6:4 |
| 2.  | 17. Juli 1995      | Gstaad     | Sand      | Javier Sánchez    | Arnaud Boetsch Marc Rosset        | 6:7, 7:6, 7:6 |
| 3.  | 28. August 1995    | Umag       | Sand      | Javier Sánchez    | David Ekerot László Markovits     | 6:4, 6:0      |
| 4.  | 22. April 1996     | Barcelona  | Sand      | Javier Sánchez    | Neil Broad Piet Norval            | 2:6, 6:4, 6:4 |
| 5.  | 19. August 1996    | Umag       | Sand      | Pablo Albano      | Ģirts Dzelde Udo Plamberger       | 6:4, 6:1      |
| 6.  | 13. Januar 1997    | Sydney     | Hartplatz | Javier Sánchez    | Paul Haarhuis Jan Siemerink       | 6:4, 6:7, 6:3 |
| 7.  | 10. März 1997      | Scottsdale | Hartplatz | Javier Sánchez    | Jonas Björkman Rick Leach         | 6:3, 6:3      |
| 8.  | 12. Mai 1997       | Hamburg    | Sand      | Javier Sánchez    | Neil Broad Piet Norval            | 6:2, 3:6, 6:4 |
| 9.  | 6. Oktober 1997    | Bukarest   | Sand      | Javier Sánchez    | Hendrik Jan Davids Daniel Orsanic | 7:5, 7:5      |
| 10. | 3. November 1997   | Bogotá     | Sand      | Fernando Meligeni | Karim Alami Maurice Ruah          | 6:1, 6:3      |
| 11. | 30. Juli 2001      | Kitzbühel  | Sand      | Àlex Corretja     | Simon Aspelin Andrew Kratzmann    | 6:3, 4:6, 6:3 |
| 12. | 30. September 2002 | Palermo    | Sand      | Lucas Arnold Ker  | František Čermák Leoš Friedl      | 6:4, 4:6, 6:2 |

#### Finalteilnahmen
| Nr. | Datum            | Turnier      | Belag     | Partner          | Finalgegner                       | Ergebnis      |
| --- | ---------------- | ------------ | --------- | ---------------- | --------------------------------- | ------------- |
| 1.  | 16. Januar 1995  | Auckland     | Hartplatz | Javier Sánchez   | Grant Connell Patrick Galbraith   | 4:6, 3:6      |
| 2.  | 6. März 1995     | Scottsdale   | Hartplatz | Javier Sánchez   | Trevor Kronemann David Macpherson | 6:4, 4:6, 3:6 |
| 3.  | 1. Mai 1995      | Monte Carlo  | Sand      | Javier Sánchez   | Jacco Eltingh Paul Haarhuis       | 1:6, 2:6      |
| 4.  | 8. Mai 1995      | München      | Sand      | Javier Sánchez   | Trevor Kronemann David Macpherson | 3:6, 4:6      |
| 5.  | 6. Mai 1996      | Prag         | Sand      | Javier Sánchez   | Jewgeni Kafelnikow Daniel Vacek   | 3:6, 7:6, 3:6 |
| 6.  | 23. Juli 2001    | Amsterdam    | Sand      | Àlex Corretja    | Paul Haarhuis Sjeng Schalken      | 4:6, 2:6      |
| 7.  | 18. Februar 2002 | Viña del Mar | Samd      | Lucas Arnold Ker | Gastón Etlis Martin Rodríguez     | 3:6, 4:6      |
| 8.  | 15. April 2002   | Casablanca   | Sand      | Martín García    | Stephen Huss Myles Wakefield      | 4:6, 2:6      |